# 分水村
分水村是中华人民共和国广东省广州市从化区太平镇所辖的一个行政村。村委会设在分水，位于太平圩东南面约10千米。该村的村东侧高处有一水圳，将水分流：一支向东流向增城西福河，一支向西流向从化流溪河，故名分水。1958年人民公社化时设高升社，1962年改称分水大队。1983年12月改称乡，1987年1月改称村。辖9条自然村（分水、大湴、高塱、石塘、井份、利坑、石螺洞、岐山、新庄）。1998年时，全村共有234户，人口1117人。